# Handball-FDGB-Pokal 1979/80
Der Handball-FDGB-Pokal der Herren wurde mit der Saison 1979/80 zum 10. Mal ausgetragen. Der SC Empor Rostock sicherte sich beim Endrunden-Turnier in eigener Halle seinen ersten Titel und qualifizierten sich für den Europapokal der Pokalsieger.

## Teilnehmende Mannschaften
Für den FDGB-Pokal hatten sich folgende 40 Mannschaften qualifiziert:
| DDR-Oberliga die 10 Vereine der Saison 1979/80 | DDR-Liga die 20 Vereine der Saison 1979/80 | Bezirkspokalvertreter die 10 Vereine aus der Saison 1978/79 |
| - SC Leipzig - SC Magdeburg - ASK Vorwärts Frankfurt/O. (TV) - SC Dynamo Berlin - SC Empor Rostock - BSG Motor Eisenach - BSG Post Schwerin - BSG Wismut Aue - BSG Rotation Prenzlauer Berg - SG Dynamo Halle-Neustadt (TV) – Titelverteidiger | Staffel Nord - BSG Chemie Premnitz - ASK Vorwärts Frankfurt/O. II - SG Dynamo/Motor Staßfurt - SG Lok/Motor Süd-Ost Magdeburg - BSG Lokomotive RAW Cottbus - TSG Calbe - SC Dynamo Berlin II - SG Stahl Brandenburg/Kirchmöser - SC Empor Rostock II - SG Motor/Vorwärts Hennigsdorf Staffel Süd - BSG ZAB Dessau - BSG Einheit Halle-Neustadt - SC Leipzig II - BSG Chemie Piesteritz - SG Dynamo Suhl-Mitte - SC Magdeburg II - BSG Grubenlampe Zwickau - HSG Wissenschaft Freiberg - SG Dynamo Halle-Neustadt II - ASG Offiziershochschule Löbau | - Bezirk Rostock BSG Motor Stralsund - Bezirk Schwerin BSG Post Schwerin II - Bezirk Potsdam BSG Traktor Jänickendorf - Ost-Berlin BSG EAW Treptow - Bezirk Frankfurt (Oder) BSG Stahl Eisenhüttenstadt - Bezirk Leipzig BSG Motor Gohlis-Nord Leipzig - Bezirk Dresden BSG Chemie Radebeul - Bezirk Erfurt ASG Vorwärts Mühlhausen - Bezirk Gera BSG Lokomotive Gera - Bezirk Suhl BSG Aufbau Wernshausen Der Vertreter der Bezirke Neubrandenburg, Magdeburg, Halle, Cottbus und Karl-Marx-Stadt konnte sich nicht über Qualifikationsspiele für den Handball-FDGB-Pokal 1979/80 qualifizieren. |

## Modus
In der ersten und zweiten Hauptrunde, die im K.-o.-System ausgespielt wurde, nahmen die Mannschaften aus der Handball-DDR-Liga und die qualifizierten Bezirkspokalvertreter teil. In beiden Runden hatten die Bezirksvertreter Heimvorteil gegenüber den DDR-Liga-Mannschaften. Im K.-o.-System wurden Spiele bei unentschiedenem Ausgang sofort im 7-Meter-Werfen entschieden. Ab der dritten Hauptrunde gab es Hin- und Rückspiele und die zehn Mannschaften aus der Handball-DDR-Oberliga kamen dazu und wurden den Siegern der 2. Hauptrunde zugelost. In den ersten drei Runden wurde möglichst nach territorialen Gesichtspunkten gelost. In der vierten Hauptrunde wurden die fünf bestplatzierten Mannschaften der abgelaufenen Oberligasaison so gesetzt, dass sie nicht aufeinandertrafen. Nach dieser Runde ermittelten dann die letzten fünf Mannschaften in einem Endrunden-Turnier den Pokalsieger.

## 1. Hauptrunde
| Datum            |                               | Ergebnis |                                |
| ---------------- | ----------------------------- | -------- | ------------------------------ |
| Sa 10.11., 16:00 | BSG Stahl Eisenhüttenstadt    | 35:23    | SG Motor/Vorwärts Hennigsdorf  |
| Sa 10.11., 16:00 | BSG EAW Treptow               | 27:24    | SG Dynamo/Motor Staßfurt       |
| Sa 10.11., 16:00 | BSG Aufbau Wernshausen        | 18:24    | BSG Grubenlampe Zwickau        |
| Sa 10.11., 16:00 | BSG Lokomotive Gera           | 14:33    | SC Leipzig II                  |
| Sa 10.11., 16:00 | BSG Chemie Radebeul           | 24:16    | BSG Lokomotive RAW Cottbus     |
| Sa 10.11., 16:00 | ASG Vorwärts Mühlhausen       | 25:30    | BSG Einheit Halle-Neustadt     |
| Sa 10.11., 16:00 | BSG Chemie Premnitz           | 21:20    | ASK Vorwärts Frankfurt/O. II   |
| Sa 10.11., 16:00 | SC Magdeburg II               | 20:19    | BSG ZAB Dessau                 |
| Sa 10.11., 16:00 | BSG Post Schwerin II          | 14:16    | SC Empor Rostock II            |
| Sa 10.11., 16:00 | BSG Motor Gohlis-Nord Leipzig | 22:38    | SG Lok/Motor Süd-Ost Magdeburg |

## 2. Hauptrunde
| Datum            |                                 | Ergebnis       |                             |
| ---------------- | ------------------------------- | -------------- | --------------------------- |
| Sa 02.02., 16:00 | SC Empor Rostock II             | 14:15          | BSG Chemie Premnitz         |
| Sa 02.02., 16:00 | BSG Motor Stralsund             | 24:21          | BSG EAW Treptow             |
| Sa 02.02., 16:00 | BSG Traktor Jänickendorf        | 13:17          | TSG Calbe                   |
| Sa 02.02., 16:00 | SG Stahl Brandenburg/Kirchmöser | 20:20; 7m: 2:3 | SG Dynamo Halle-Neustadt II |
| Sa 02.02., 16:00 | BSG Stahl Eisenhüttenstadt      | 20:18          | SC Dynamo Berlin II         |
| Sa 02.02., 16:00 | SG Lok/Motor Süd-Ost Magdeburg  | 29:27          | BSG Chemie Piesteritz       |
| Sa 02.02., 16:00 | SC Leipzig II                   | 24:18          | BSG Chemie Radebeul         |
| Sa 02.02., 16:00 | BSG Einheit Halle-Neustadt      | 19:22          | SC Magdeburg II             |
| Sa 02.02., 16:00 | BSG Grubenlampe Zwickau         | 19:20          | SG Dynamo Suhl-Mitte        |
| Sa 02.02., 16:00 | ASG Offiziershochschule Löbau   | 27:21          | HSG Wissenschaft Freiberg   |

## 3. Hauptrunde
| Datum                     |                                | Gesamt |                             | Hinspiel | Rückspiel |
| ------------------------- | ------------------------------ | ------ | --------------------------- | -------- | --------- |
| Mi 26. März / So 30. März | BSG Chemie Premnitz            | 35:40  | ASK Vorwärts Frankfurt/O.   | 19:17    | 16:23     |
| Mi 26. März / So 30. März | SC Empor Rostock               | 64:28  | BSG Motor Stralsund         | 30:15    | 34:13     |
| Mi 26. März / So 30. März | SC Leipzig                     | 59:32  | SC Magdeburg II             | 25:12    | 34:20     |
| Mi 26. März / So 30. März | BSG Motor Eisenach             | 50:42  | SG Dynamo Suhl-Mitte        | 28:18    | 22:24     |
| Mi 26. März / So 30. März | TSG Calbe                      | 37:60  | SC Dynamo Berlin            | 19:32    | 18:28     |
| Mi 26. März / So 30. März | SG Lok/Motor Süd-Ost Magdeburg | 38:52  | BSG Post Schwerin           | 26:26    | 12:26     |
| Mi 26. März / So 30. März | SG Dynamo Halle-Neustadt       | 48:42  | SC Leipzig II               | 26:17    | 22:25     |
| Mi 26. März / So 30. März | SC Magdeburg                   | 62:39  | SG Dynamo Halle-Neustadt II | 36:17    | 26:22     |
| Mi 26. März / So 30. März | ASG Offiziershochschule Löbau  | 42:58  | BSG Wismut Aue              | 22:25    | 20:33     |
| Mi 26. März / So 30. März | BSG Rotation Prenzlauer Berg   | 42:45  | BSG Stahl Eisenhüttenstadt  | 22:19    | 20:26     |

## 4. Hauptrunde
| Datum                      |                            | Gesamt |                           | Hinspiel | Rückspiel |
| -------------------------- | -------------------------- | ------ | ------------------------- | -------- | --------- |
| Mi 9. April / Sa 12. April | BSG Motor Eisenach         | 41:54  | ASK Vorwärts Frankfurt/O. | 23:25    | 18:29     |
| Mi 9. April / Sa 12. April | SC Magdeburg               | 62:41  | SG Dynamo Halle-Neustadt  | 34:16    | 28:25     |
| Mi 9. April / Sa 12. April | BSG Wismut Aue             | 40:42  | BSG Post Schwerin         | 23:21    | 17:21     |
| Mi 9. April / Sa 12. April | SC Leipzig                 | 36:34  | SC Dynamo Berlin          | 20:17    | 16:17     |
| Mi 9. April / Sa 12. April | BSG Stahl Eisenhüttenstadt | 26:69  | SC Empor Rostock          | 14:27    | 12:42     |

## Endrunde
Die Endrunde fand vom 16. bis 20. April 1980 in der Rostocker Sport- und Kongresshalle statt.

### Spiele
1. Spieltag:
| Datum            |                           | Ergebnis |                   |
| ---------------- | ------------------------- | -------- | ----------------- |
| Mi 16.04., __:__ | SC Empor Rostock          | 21:19    | SC Leipzig        |
| Mi 16.04., __:__ | ASK Vorwärts Frankfurt/O. | 14:12    | BSG Post Schwerin |
| Spielfrei:       | SC Magdeburg              |          |                   |

2. Spieltag:
| Datum            |                           | Ergebnis |                   |
| ---------------- | ------------------------- | -------- | ----------------- |
| Do 17.04., __:__ | SC Leipzig                | 24:15    | BSG Post Schwerin |
| Do 17.04., __:__ | ASK Vorwärts Frankfurt/O. | 18:18    | SC Magdeburg      |
| Spielfrei:       | SC Empor Rostock          |          |                   |

3. Spieltag:
| Datum            |                           | Ergebnis |                   |
| ---------------- | ------------------------- | -------- | ----------------- |
| Fr 18.04., __:__ | SC Empor Rostock          | 20:15    | BSG Post Schwerin |
| Fr 18.04., __:__ | SC Magdeburg              | 15:18    | SC Leipzig        |
| Spielfrei:       | ASK Vorwärts Frankfurt/O. |          |                   |

4. Spieltag:
| Datum            |                  | Ergebnis |                           |
| ---------------- | ---------------- | -------- | ------------------------- |
| Sa 19.04., __:__ | SC Magdeburg     | 18:17    | BSG Post Schwerin         |
| Sa 19.04., __:__ | SC Empor Rostock | 19:17    | ASK Vorwärts Frankfurt/O. |
| Spielfrei:       | SC Leipzig       |          |                           |

5. Spieltag:
| Datum            |                           | Ergebnis |              |
| ---------------- | ------------------------- | -------- | ------------ |
| So 20.04., __:__ | ASK Vorwärts Frankfurt/O. | 15:14    | SC Leipzig   |
| So 20.04., __:__ | SC Empor Rostock          | 24:24    | SC Magdeburg |
| Spielfrei:       | BSG Post Schwerin         |          |              |

### Abschlusstabelle
| Pl. | Verein                    | Sp. | S | U | N | Tore    | Diff. | Punkte |
| --- | ------------------------- | --- | - | - | - | ------- | ----- | ------ |
| 1.  | SC Empor Rostock          | 4   | 3 | 1 | 0 | 084:750 | +9    | 07:10  |
| 2.  | ASK Vorwärts Frankfurt/O. | 4   | 2 | 1 | 1 | 064:630 | +1    | 05:30  |
| 3.  | SC Leipzig                | 4   | 2 | 0 | 2 | 075:660 | +9    | 04:40  |
| 4.  | SC Magdeburg              | 4   | 1 | 2 | 1 | 075:770 | −2    | 04:40  |
| 5.  | BSG Post Schwerin         | 4   | 0 | 0 | 4 | 059:760 | −17   | 0:80   |

Platzierungskriterien: 1. Punkte – 2. Direkter Vergleich (Punkte, Tordifferenz, geschossene Tore) – 3. Tordifferenz – 4. geschossene Tore

### FDGB-Pokalsieger
| 1.                        | SC Empor Rostock |
| ------------------------- | --- |
| Logo vom SC Empor Rostock | - Tor: Jürgen Rohde, Hans-Joachim Sommer - Feldspieler: Hans-Georg Jaunich (18/8) , Helmut Wilk (14/1), Frank-Michael Wahl (26/2), Frank Seydel (8/–), Siegfried Sanftleben (6/–), Volkmar Warning (3/–), Michael Wemuth, Jürgen Nowoczin (3/–), Holger Kühne (5/1), Polzin – (Tore/7 m) - Trainer: Heinz Strauch und Klaus Langhoff |

### Torschützenliste
Torschützenkönig des Endturniers wurde Frank-Michael Wahl vom SC Empor Rostock mit 26 Toren.
|    | Spieler            | Verein                    | Tore / 7m |
| -- | ------------------ | ------------------------- | --------- |
| 1. | Frank-Michael Wahl | SC Empor Rostock          | 26 / 2    |
| 2. | Peter Larisch      | BSG Post Schwerin         | 25 / 6    |
| 3. | Hartmut Krüger     | SC Magdeburg              | 22 / 9    |
| 4. | Hans-Georg Jaunich | SC Empor Rostock          | 18 / 8    |
| 5. | Peter Rost         | SC Leipzig                | 16 / 7    |
| 6. | Klaus Gruner       | ASK Vorwärts Frankfurt/O. | 15 / 2    |
| 6. | Günter Dreibrodt   | SC Magdeburg              | 15 / 5    |